# 1686 De Sitter
1686 De Sitter è un asteroide della fascia principale. Scoperto nel 1935, presenta un'orbita caratterizzata da un semiasse maggiore pari a 3,1606387 UA e da un'eccentricità di 0,1664960, inclinata di 0,62349° rispetto all'eclittica.
L'asteroide è dedicato all'astronomo olandese Willem de Sitter.